# Aran Sina
Aran Sina is een bestuurslaag in het regentschap Flores Timur van de provincie Oost-Nusa Tenggara, Indonesië. Aran Sina telt 583 inwoners (volkstelling 2010).